# يو إف سي ليلة القتال: ماتشيدا ضد مونيوز
يو إف سي ليلة القتال: ماتشيدا ضد مونيوز (بالإنجليزية: UFC Fight Night: Machida vs. Muñoz)‏ (المعروف أيضًا باسم يو إف سي ليلة القتال 30) هو حدث لفنون القتال المختلطة نظمته يو إف سي، وأُقيم في 26 أكتوبر 2013، على مانشستر أرينا في مانشستر، المملكة المتحدة.